# Alexander Stepanowitsch Prugawin

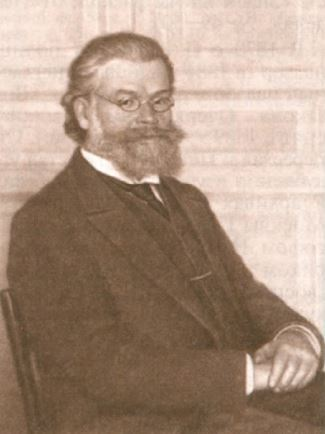
Alexander Stepanowitsch Prugawin

Alexander Stepanowitsch Prugawin (russisch Александр Степанович Пругавин, wiss. Transliteration Aleksandr Stepanovič Prugavin; geb. 1850 in Archangelsk; gest. 1920 in Krasnojarsk) war ein russischer Ethnograph und Aktivist für Bürgerrechte und Religionsfreiheit. Er war darum bemüht, die Vielfalt der religiösen Bewegungen im Russischen Kaiserreich zu verstehen, zu systematisieren und zu klassifizieren.

## Leben und Werk
Prugawin wurde 1850 in Archangelsk geboren. Als einer der Mitbegründer der sozialrevolutionären Bewegung der Narodniki stellte Prugawin in seinen Schriften einen Zusammenhang zwischen religiösen Spannungen und Spaltungen und den wirtschaftlichen Bedingungen, insbesondere der wirtschaftlichen Lage der Bauernschaft, her. Er schrieb ausgiebig über die Unterdrückung religiöser Minderheiten durch die Orthodoxie und das zaristische Regime. Er veröffentlichte mehrere weitere Bücher, die sich mit den Abweichlern (raskolniki) der Orthodoxie, den Sektierern und der Korruption des russischen Justiz- und Strafvollzugssystems befassten. Prugawin veröffentlichte beispielsweise 1902 in dem Blatt Prawo (Recht) erstmals einen Artikel über Wassili Rachow (1861–1928) aus Archangelsk und dessen achtjährige Einzelhaft. Eine längere Fassung wurde 1905 in Monastyrskije tjurmy w borbe s sektanstwom veröffentlicht, das auf Deutsch unter dem Titel Die Inquisition der Russisch-orthodoxen Kirche: Die Klostergefängnisse (Berlin-Charlottenburg 1905. Mit einem Geleitwort von M. von Reusner) erschien. In diesem Buch befasste er sich mit allen Klöstern, die in Russland als Gefängnisse genutzt wurden, und er besuchte viele von ihnen persönlich und interviewte Insassen, während sie in den Gefängniszellen ihrer Klöster inhaftiert waren, insbesondere diejenigen des Erlöser-Euthymios-Klosters (Spasso-Jewfimijew monastyr) in der Stadt Susdal (Oblast Wladimir). Mit Michail Koltschin, dem Verfasser des historischen Abrisses Verbannte und Gefangene des Gefängnisses des Solowezki-Klosters im 16. bis 19. Jahrhundert (Ссыльные и заточенные в острог Соловецкого монастыря в XVI–XIX вв. Исторический очерк, Moskau, 1908), war er befreundet.

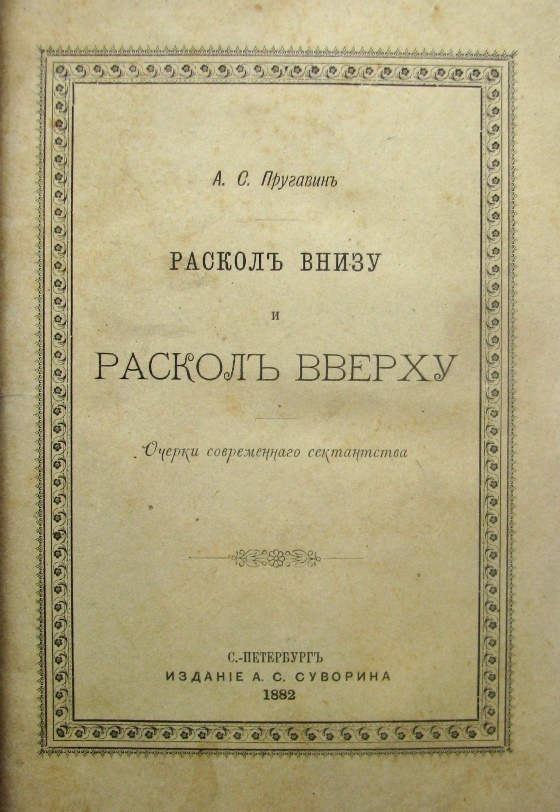
Das Buch Raskol wnisu i raskol wwerchu (1882) von A. S. Prugawin, das durch einen Erlass des Ministerkomitees verboten wurde und dessen Exemplare vernichtet wurden

Seine Versuche, eine Sammlung seiner Werke über das Schisma innerhalb der orthodoxen Kirche zu veröffentlichen, wurden von der geistlichen Zensur unterbunden. Prugawin schrieb weiterhin für absolute Religionsfreiheit und Toleranz, wobei er auch zu Mitteln wie lautester Polemik gegen religiöse Verfolgung griff.
Nach der Oktoberrevolution von 1917 kollaborierte er mit den Weißgardisten in Sibirien. Er wurde von Bolschewiken verhaftet und starb im März 1920 im Gefängnis von Krasnojarsk an Typhus.